# Karl-Heinz Kurras

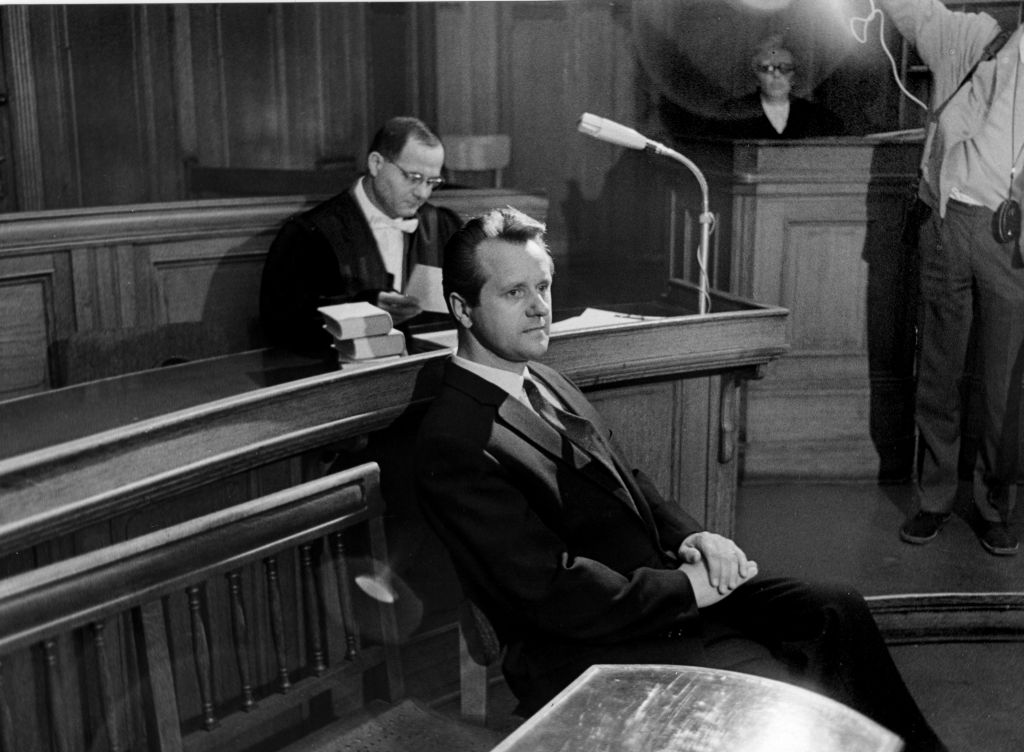
Karl-Heinz Kurras in 1967

Karl-Heinz Kurras (Barten, Oost-Pruisen, 1 december 1927 – Berlijn, 16 december 2014) was een West-Berlijns politieagent. Als Kriminalobermeister schoot hij in burger op 2 juni 1967 bij een demonstratie in West-Berlijn de student Benno Ohnesorg dood. Ohnesorgs dood leidde tot een radicalisering van de Duitse studentenbeweging, die in de Rote Armee Fraktion de meest gewelddadige exponent vond.
Karl-Heinz Kurras was de zoon van een politieagent. In 1944 nam hij als vrijwilliger dienst in het Duitse leger en eindigde bij de oorlog in Berlijn. In 1946 werd hij tot 25 jaar dwangarbeid veroordeeld. Na drie jaar kreeg hij amnestie en werd uit het Speziallager Sachsenhausen vrijgelaten. Kurras trad daarop in dienst van de politie van West-Berlijn.
In 1955 solliciteerde Kurras bij de Oost-Duitse Volkspolizei. Na uitgebreide gesprekken tussen Kurras en de DDR werd Kurras overgehaald om in West-Berlijn te blijven en te werken als informant van de Stasi, de Oost-Duitse geheime dienst. In 1964 werd Kurras lid van de Oost-Duitse communistische partij, de SED.
Op 2 juni 1967 schoot Karl-Heinz Kurras de student Benno Ohnesorg dood bij een demonstratie tegen het staatsbezoek van de sjah van Perzië, Mohammad Reza Pahlavi. Kurras werd aangeklaagd en vrijgesproken. Aan dit proces gaf de Duitse politievakbond DM 60.000 uit. Na dit proces bleef Kurras tot zijn pensionering in 1987 in dienst van de politie van West-Berlijn.
Bij een interview in 2007 gaf Kurras aan geen spijt van zijn daden te hebben met de woorden Fehler? Ich hätte hinhalten sollen, dass die Fetzen geflogen wären, nicht nur ein Mal; fünf, sechs Mal hätte ich hinhalten sollen. Wer mich angreift, wird vernichtet. Aus. Feierabend. So is das zu sehen.
In 2009 werd in het blad Deutschland Archiv onthuld dat Kurras medewerker van de Oost-Duitse geheime dienst was, een feit dat tot dan toe niet bekend was.
In januari 2012 werd door Der Spiegel bewijsmateriaal onthuld waaruit bleek dat de dood van Benno Ohnesorg zeker geen zelfverdediging was, zoals altijd door Kurras gesteld. Kurras had beweerd dat hij door een groep demonstranten was belaagd; op een niet eerder vrijgegeven filmfragment is echter zichtbaar dat hij zich alleen, met een geweer in de hand, naar de plaats begaf waar Ohnesorg stond, en een bandopname laat duidelijk twee schoten horen. Daarenboven roept iemand: „Kurras! Naar achteren!” De kogel in Ohnesorgs hoofd schijnt hem gedood te hebben vooraleer hij in het ziekenhuis arriveerde. De schedeloperatie werd uitgevoerd toen hij reeds overleden was, hetgeen een doofpotaffaire suggereert.